# Балин-Миото (Падова)
Балин-Миото је насеље у Италији у округу Падова, региону Венето.
Према процени из 2011. у насељу је живело 50 становника. Насеље се налази на надморској висини од 45 м.